# Памела Джей Сміт
Памела Джей Сміт (англ. Pamela Jaye Smith) — американська письменниця, міжнародна консультантка, лекторка, продюсерка та режисерка оскароносних фільмів, має понад 30-тирічний досвід у сфері написання статей, роботи з телебаченням, працює над створенням музичних кліпів, рекламних роликів, документальних фільмів, фільмів про війну та ігор.

## Особисте життя
Памела — завзятий читач, водить авто '77 Bronco і насолоджується оперою. Дилетантський підхід до спорту відобразився в досвіді серфінгу, лижах, підводному плаванні, польотах, картингу і автогонках, їзді на обладнанні прибережної нафтової платформи і в армійських танках — під пильним наглядом.
В минулому вона — президент асоціації жінок Азії «Pan Pacific S.E.», входила до складу дослідницького центру з розвитку персоналу компанії «Боїнг», Розширеної робочої групи з питань ведення бойових дій збройними силами США, Наукового товариства з питань дослідження Китаю і до групи невідкладної реакції у Каліфорнії. Памела була внесена у перелік людей чарту «Хто є хто в світі» (видання тисячоліття).
Через участь у різних проектах Сміт побувала в Арктиці, Андах, Південно-Східній Азії, Європі та Новій Зеландії. Вона робила зйомки на найбільшій прибережній нафтовій платформі в Мексиканській затоці, спала в саморобних помешканнях і їла морських свинок під найбільшим вулканом Еквадору, піймала свої власні суші в затоці Лейте, гойдалася на мотузці в джунглях Мінданао в пошуках загубленого під час Другої світової війни японського золота.

## Творчий шлях і кар'єра
Пані Сміт є автором книг «Сила темної сторони: створення великих лиходіїв і небезпечних ситуацій», «Внутрішні мотиви: як писати і створювати персонажі за допомогою восьми класичних центрів мотивації», а також книги «Символи, образи та коди: таємнича мова значень у засобах медіа».
Письменниця з'являлася у програмах національного телебачення і радіо як експерт у галузі міфології, зокрема в циклі передач «Заборонені секрети». Вона була публічним представником комп'ютерної он-лайн гри від компанії Microsoft «Вік міфології» (Age of Mythology) і розробила для них вікторину «Яким богом є ти?».
Памела допомагає творчим людям поліпшити якість їх історій та сценаріїв силою міфу, використовуючи міфологічну тематику, символи й образи. Вона також пояснює розуміння і ефективність архетипів для розвитку персонажа оповідачів. Окрім стандартів, які вона виокремлює в міфі, є ще теми метафізики, мілітарі та масонства. Ці класичні знаряддя підходять для роботи з будь-яким стилем і будь-яким жанром, на будь-якій стадії розвитку, до того ж, їх використання — це саме задоволення.
До переліку клієнтів та спонсорів Памели входять компанії Microsoft, Disney, Paramount, Columbia-Sony, Universal, RAI-TV у Римі, Лос-Анджелесі, USC Film School, Інститут американського кіно, Фантастика Тота Марселя у Франції, Національний інститут кінематографу Данії, Пеппердін університет, Національна асоціація телерадіомовників, а також різноманітні кінофестивалі та конференції з написання історій. Серед інших можна виокремити Американську асоціацію жінок з університетською освітою, Junior ROTC, General Motors, Boeing, Hyundai, Hughes Space & Communications, ФБР та збройні сили США.
Памела є засновником організації «Міфічні праці» і співзасновником академії «Alpha Babe».

## Основна бібліографія
- Inner drives: how to write and create characters using the eight classic centers of motivation, 2005, Michael Wiese Production (англ.)
- Power of the Dark Side: Creating Great Villains, Dangerous Situations, & Dramatic Conflict, 2008, Michael Wiese Productions (англ.)
- Symbols + Images + Codes: The Secret Language of Meaning in Film, TV, Games and Visual Media, 2010, Michael Wiese Productions (англ.)